# 龙翔
龙翔（1963年6月—），男，汉族，江苏南京人，中国共产党和中华人民共和国政治人物。曾任南京市人大常委会主任。河南大学中文系汉语言文学专业毕业，本科学历。1983年1月加入中国共产党，1984年7月参加工作。

## 生平
1984年从河南大学毕业后进入河南省纪委工作，任干部处干事，后调入河南省人大常委会担任科员。
1987年回到江苏纪检系统工作，先后任中共江苏省纪委研究室副科级纪检监察员、江苏省监察厅副科级监察员、江苏省纪委研究室副处级纪检监察员等职。1998年4月，任中共江苏省纪委第五纪检监察室副主任，2001年6月任主任（副厅级）。
2003年11月，任南京市纪委副书记。2006年10月，兼任南京市监察局局长。2010年7月，任中共南京市委常委、纪委书记，任内曾对官员财产公开问题作出回应。2014年12月，任中共南京市委副书记。2018年1月，当选南京市人大常委会主任。2018年2月，当选第十三届全国人大代表。
2025年4月3日，因涉嫌严重违纪违法，接受中央纪委国家监委纪律审查和监察调查。同月29日，建邺区人大常委会决定罢免其市十七届人大代表职务，代表资格终止，市人大常委会主任职务相应被免；南京市十七届人大常委会第十七次会议决定罢免其江苏省十四届人大代表职务，报江苏省人大常委会备案。5月30日，江苏省十四届人大代表资格终止。